# Görtz-Palais

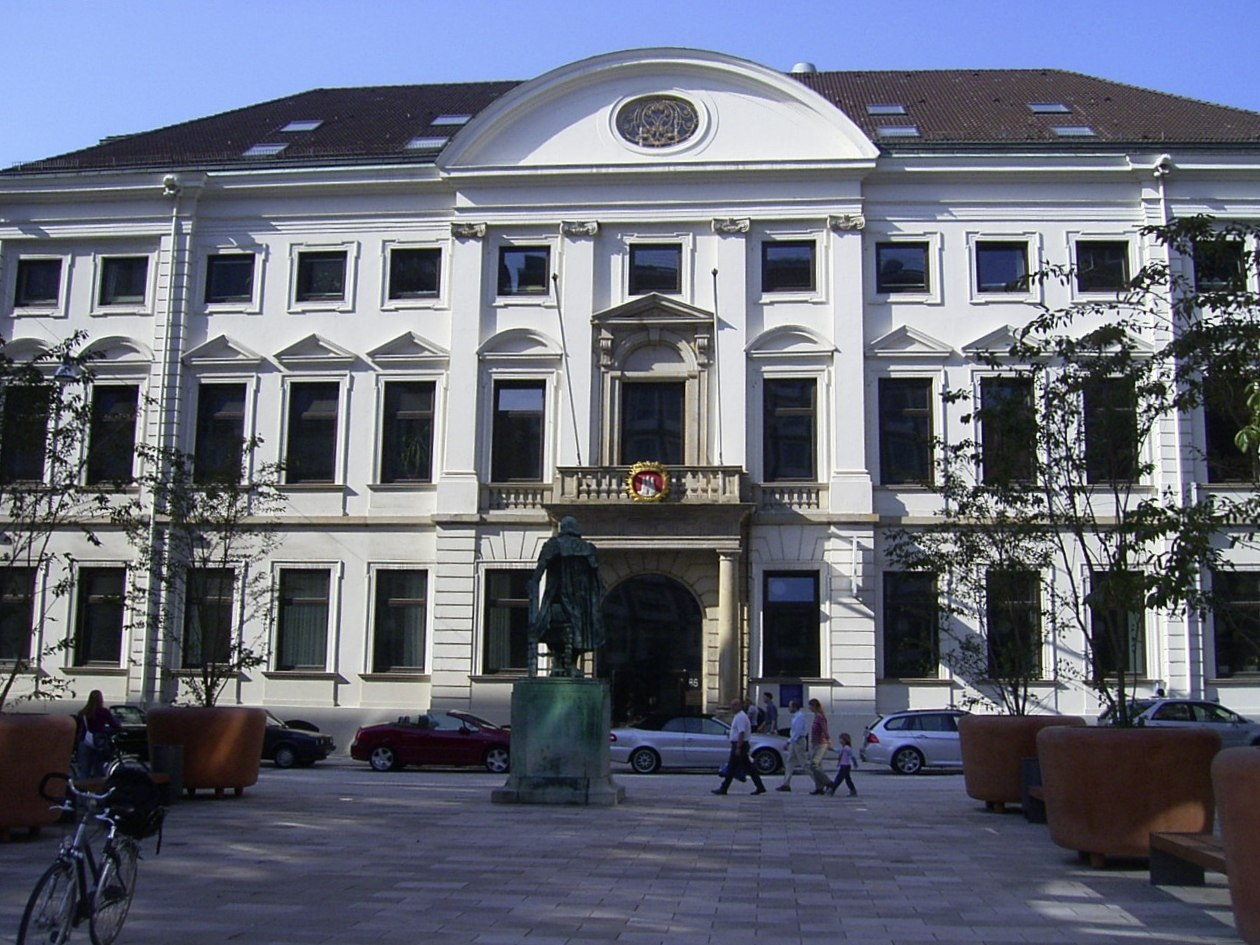
Straßenansicht

Das Görtz-Palais ist ein ursprünglich barockes Gebäude am Neuen Wall Nr. 86 in der Hamburger Neustadt.
Nach Kriegszerstörungen 1941 und 1943 wurde ab 1953 das Görtz-Palais nach Plänen von dem Architekten Carl-Friedrich Fischer neu erbaut. Dabei wurde die Barock-Fassade wiederhergestellt, die rückwärtigen Gebäudeteile wurden jedoch zeitgemäß gestaltet. Auch sonst erfolgte der Wiederaufbau in vereinfachter Form. Das Innere gestaltete man modern, während die Anlage der Fassade zum Teil vereinfacht wurde.

## Der Ursprungsbau

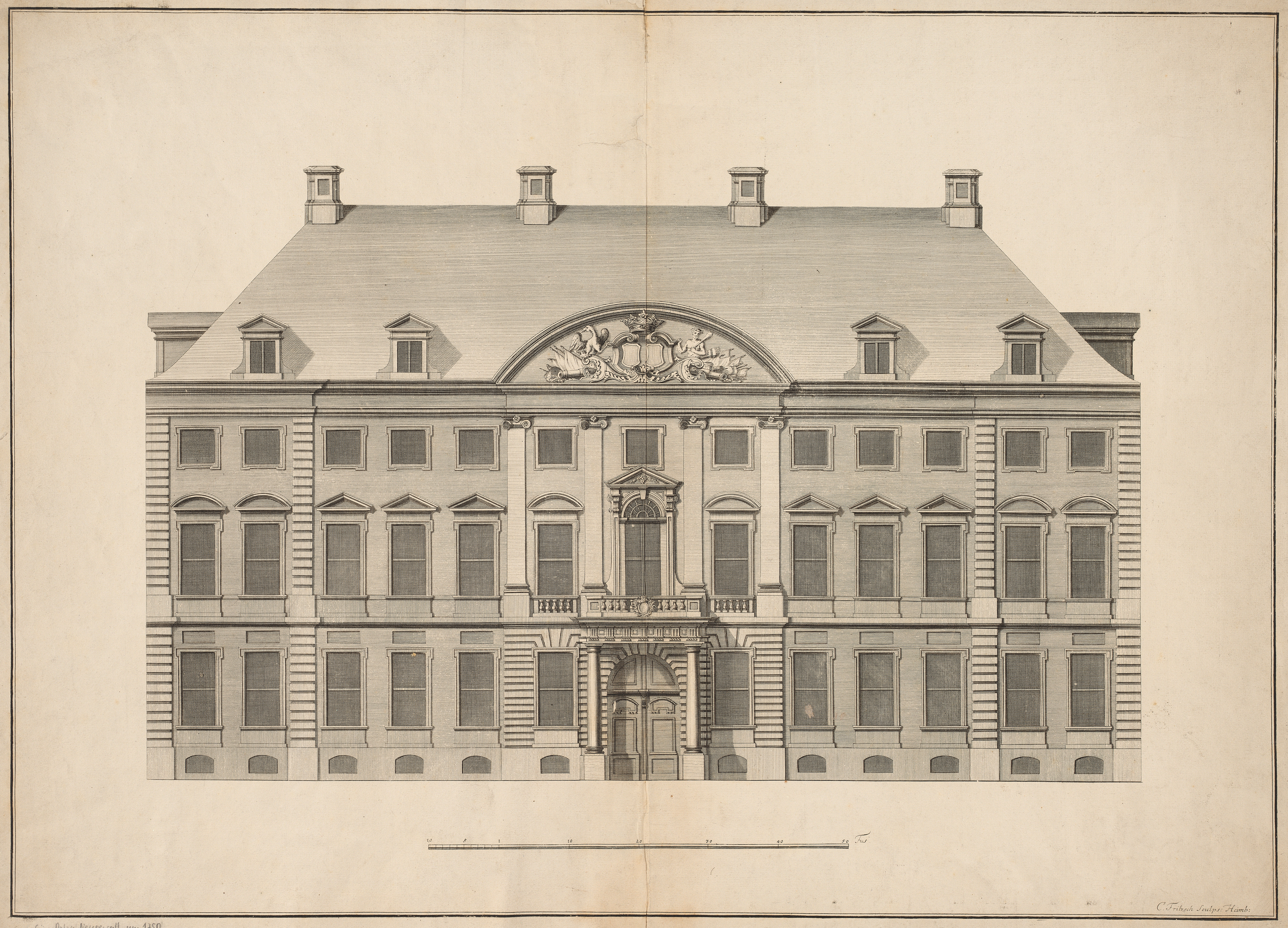
Görtz-Palais in seiner ursprünglichen Form (1750)

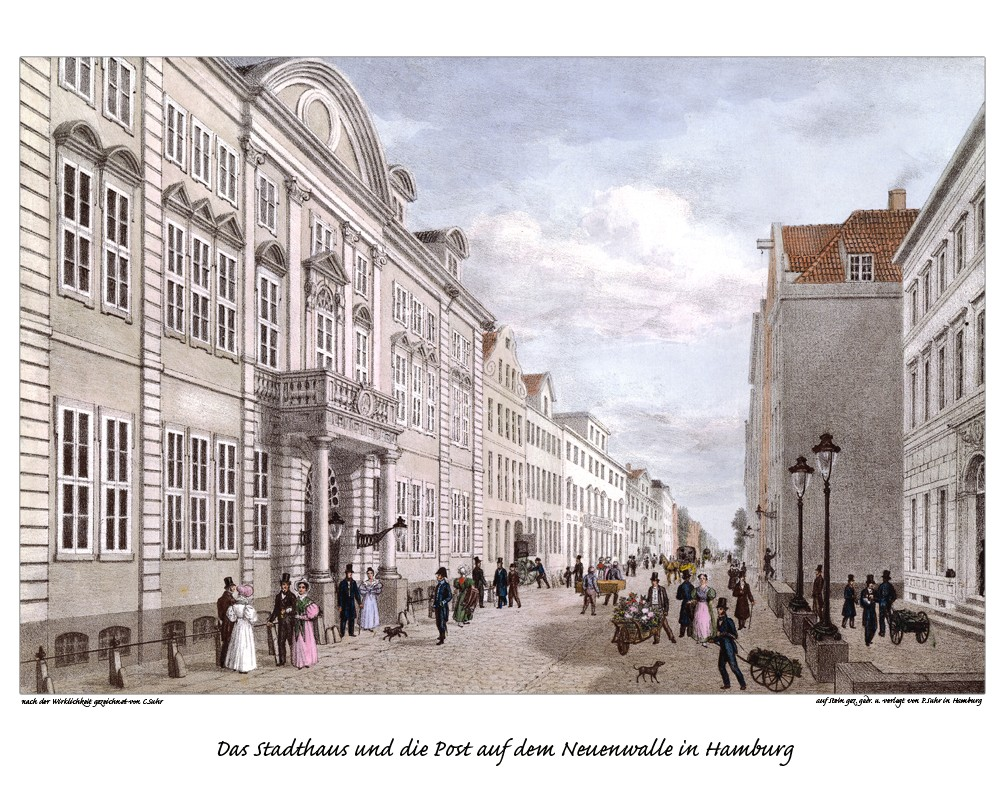
Görtz-Palais als „Stadthaus“ um 1840 (Lithografie der Gebrüder Suhr)

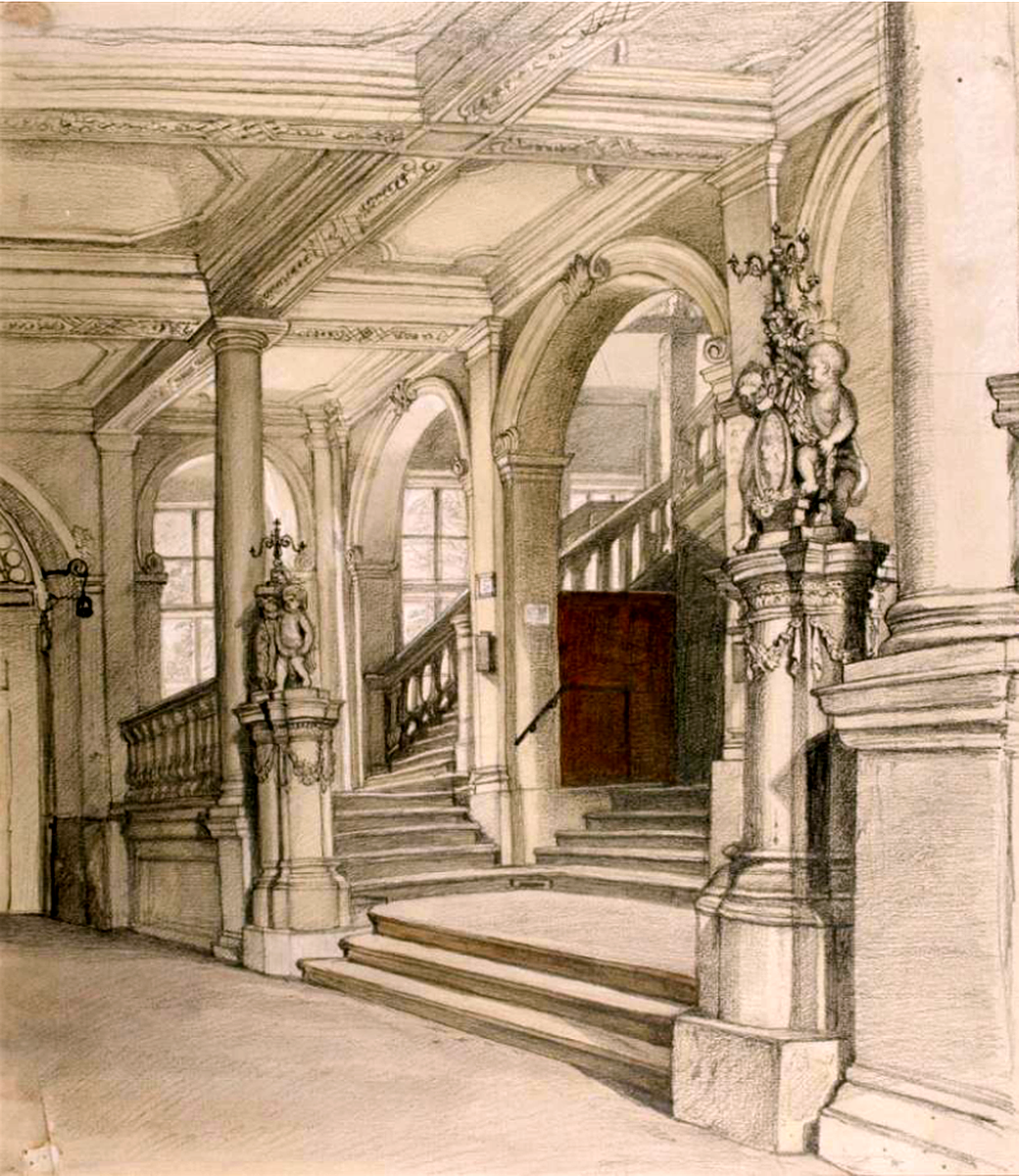
Ebba Tesdorpf: Diele im Stadthaus (Neuerwall), um 1885

Das prächtige dreigeschossige Gebäude wurde ab 1710 vom Hamburger Architekten Johannes Nicolaus Kuhn für den Gesandten von Schleswig-Holstein-Gottorf und Minister Georg Heinrich von Görtz entworfen und war zu dieser Zeit das erste und einzige Gebäude am Neuen Wall. Mit seiner großzügigen und eleganten Erscheinung galt das Stadtpalais nach seiner Fertigstellung als herausragend innerhalb Hamburgs, da der bis dahin profane Baubestand hauptsächlich bescheidene Bürgerhäuser umfasste. Der Bau war in seiner ursprünglichen Form mit sichtbarem Backstein ausgeführt, erst 1776 wurde es verputzt und erhielt damit sein heutiges Aussehen.
Das Görtz-Palais, das als wichtigstes Werk des Architekten Johann-Nikolaus Kuhn gilt, wurde Vorbild für viele weitere großzügige barocke Stadthäuser in Hamburg. Das Gebäude war das erste in Hamburg, in dem Kuhn das aus Italien stammende Motiv der dreischiffigen Einfahrtshalle umsetzte. Ob der wenig integeren Persönlichkeit des Bauherren Görtz spotteten die Hamburger Zeitgenossen des Bauherren, über der Einfahrt müsse eigentlich „spolia holsatiae“ („Raubbeute aus Holstein“) stehen. Görtz hatte das Grundstück seinem Widersacher am Gottorfer Hof Magnus von Wedderkop entschädigungslos abgenommen.

## Architektur
Der kleine Barockpalast mit niederländischem Architektureinfluss ist mit Gesimsen und ionischen Pilastern aus Sandstein geschmückt. Die verputzte Hauptfassade ist gegliedert in einen dreiachsigen Mittelrisalit und jeweils zweiachsige Risalite an den Seiten. Dies betont die Mitte der Fassade mit dem Rundbogen-Portal, über dem sich ein Balkon befindet, der von toskanischen Säulen getragen wird. Als oberer Abschluss des Mittelrisalits dient ein Segmentbogengiebel, der ursprünglich mit Figuren und Symbolen geschmückt war.

## Weitere Geschichte
Nachdem Görtz 1719 in Stockholm hingerichtet worden war, diente das Haus von 1722 bis 1806 als Residenz des kaiserlichen Gesandten bei den Hansestädten und im Niedersächsischen Kreis. Die Stadt stellte das Gebäude dem Kaiser zur Verfügung, nachdem die ursprüngliche Gesandtschaft unweit des „Michels“ von Hamburgern 1717 geplündert und niedergebrannt worden war. Während der französischen Besetzung wurde es von 1811 bis 1814 als Mairie (Rathaus) genutzt unter dem damaligen Bürgermeister Amandus Augustus Abendroth. Ab 1814 wurde es als Stadthaus bezeichnet und fortan Sitz der Hamburger Verwaltung und Polizei, deren Oberhaupt Abendroth war. 1827 zog auch die damals neu gegründete Hamburger Sparkasse ein, deren Gründung ebenfalls auf Abendroth zurückging. Ab 1888 wurde das Stadthaus sukzessive zu einer weitläufigen Anlage erweitert, zu der u. a. der markante Eckturm Neuer Wall/Stadthausbrücke gehört. 1926 wurde das Palais auf Initiative des Oberbaudirektors Fritz Schumacher gelb und rot bemalt.  Ab 1933, in der Zeit des Nationalsozialismus, war es auch Teil des Gestapo-Hauptquartiers. Deren bekannt gewordene „Folterkeller“ lagen allerdings im benachbarten Erweiterungsbau des Stadthauses.
1943 wurde das Palais zerstört; lediglich die Fassade blieb erhalten. In dem wiederaufgebauten Görtz-Palais befand sich von 1955 bis 1977 der Hauptsitz des Germanischen Lloyds. Das Palais wurde als Bürogebäude genutzt. Das Görtz-Palais wurde 2020 umgebaut und in das heute als „Stadthöfe“ bezeichnete Ensemble integriert. 
Seit 1928 steht das Gebäude unter Denkmalschutz, der 2009 auf das gesamte Gebäudeensemble des Stadthauses ausgeweitet wurde.
Das Görtz-Palais liegt gegenüber dem Bürgermeister-Petersen-Platz mit dem Denkmal des ehemaligen Bürgermeisters Carl Friedrich Petersen. Unter dem Platz befindet sich der Führungsbunker der Polizei aus dem Zweiten Weltkrieg, der in seiner Struktur weitgehend erhalten ist. Der direkte Zugang zum Görtz-Palais wurde allerdings inzwischen geschlossen.

## Einzelbelege
1. ↑  Hermann Hipp: Zum Backsteinbau des 19. Jahrhunderts in: Arno Herzig (Herausgeber): Das Alte Hamburg (1500–1848), Dietrich Reimer Verlag, Berlin+Hamburg, 1989, ISBN 3-496-00948-9, S. 226
2. ↑  Henning von Rumohr: Schlösser und Herrensitze in Schleswig-Holstein und Hamburg. Frankfurt am Main 1963. S. 131 ff.
3. ↑  Hamburger Abendblatt zur Geschichte des Palais

Koordinaten: 53° 32′ 59,7″ N, 9° 59′ 11,2″ O